# Gennaro Scarlato
Gennaro Scarlato est un  footballeur italien né le 3 mai 1977 à Naples.

## Carrière en club
| année     | club                 | pays   | matches | buts |
| --------- | -------------------- | ------ | ------- | ---- |
| 1996-1997 | SSC Naples           | Italie | 2       | 0    |
| 1997-1998 | SSC Naples           | Italie | 19      | 0    |
| 1998-1999 | SSC Naples Vicence   | Italie | 13 11   | 0 1  |
| 1999-2000 | SSC Naples Torino FC | Italie | 9 5     | 0    |
| 2000-2001 | Ravenne Calcio       | Italie | 21      | 1    |
| 2001-2002 | Udinese Calcio       | Italie | 17      | 1    |
| 2002-2003 | Ternana              | Italie | 34      | 0    |
| 2003-2004 | Ternana              | Italie | 31      | 1    |
| 2004-2005 | SSC Naples           | Italie | 27      | 2    |
| 2005-2006 | FC Crotone           | Italie | 27      | 1    |
| 2006-2007 | Spezia 1906 Calcio   | Italie | -       | -    |